# Zeměpisná společnost „Po cestách vlasti“
Zeměpisná společnost "Po cestách vlasti" (ZS "PCV") byla založena 7. listopadu 1953 ve Středisku volného času Lužánky (SVČ) v Brně – je 14. tábornickou skupinou Pionýra s turistickým a vlastivědným zaměřením (zkráceně "Zeeska"). Skládá se ze čtyř oddílů, jež mají každý týden schůzky, měsíčně dvě víkendové akce a v červenci každoroční třítýdenní Letní expedici. V současné době má bezmála 100 členů.

## Hlavní náplň činnosti
Během zakládání a v prvních desítkách let převažovala vlastivědně-výzkumná činnost, kdy jednotliví členové a kandidáti zpracovávali nové informace o naší vlasti - z přírodních věd, kulturní historie a zeměpisu. Postupem času začala převažovat tábornicko-turistická činnost. Záběr činností dnešní Zeměpisné společnosti je tedy širší - věnuje se přírodě, lesní moudrosti, kulturní historii včetně vlastivědných výzkumů, dbá ale také na tvorbu kolektivu a rozvíjení osobnosti dítěte. Důležitou součástí života v oddíle a osobnostním rozvoji jsou také zážitky a dobrodružství.

## Současné složení Zeměpisné společnosti[2]
Zeměpisnou společnost dnes tvoří 4 turisticky a vlastivědně zaměřené oddíly, každý oddíl tvoří děti od 6 do 15 let (děti obyčejně vstupují do oddílu mezi 1. a 4. třídou), instruktoři a vedoucí oddílu:
- 1. oddíl Života v přírodě (založen v l. 1964-1965).
- 2. oddíl Ochrany přírody (založen v l. 1964-1965).
- 3. oddíl Kulturní historie (založen v r. 1954).
- 4. oddíl Lesní moudrosti (založen v r. 1972).

Činnost Zeměpisné společnosti je stále prováděna především ve středisku volného času (SVČ) Lužánky (dříve Dům Pionýrů). Činnost oddílů je složena z každotýdenních schůzek v SVČ, výletů a víkendových výprav, pochodů (společně s ostatními oddíly), soutěží brněnského Sdružení pionýrských tábornických oddílů (SPTO Brno) a především Letní a Zimní expedice. Je součástí Pionýru - z. s., jejím hlavním vedoucím je Matouš Procházka.

### Orgány Zeměpisné společnosti
O činnosti Zeměpisné společnosti (zkráceně ZS) rozhodují orgány Společné shromáždění ZS, Vedení ZS, Kolektiv vedoucích ZS a Rada ZS. Nejvyšší rozhodovací pravomoc má Společné shromáždění. Při jejich zavádění se její zakladatel Ivan Šráček inspiroval v organizaci Globus, jež působila ve sverdlovské oblasti.
- Společné shromáždění - v ZS má největší pravomoc a sdružuje všechny aktivně pracující členy. Může jej svolat vedoucí ZS nebo jím pověřený zástupce na návrh Vedení ZS. Je k němu potřeba účast více, než 3/5 členů s hlasovacím právem, návrh je schvalován nadpoloviční většinou hlasů. Každý rok na podzim probíhá Společné shromáždění při výročí založení ZS, kde se hodnotí uplynulý rok, volí noví členové Rady ZS, popř. změny ve stanovách společnosti. Sněm ZS je též oslavou narozenin ZS, nechybí proto slavnostní hostina a zábavný program[5].

- Vedení ZS - řídí po celý rok činnost skupiny. Jeho členy jsou Vedoucí ZS, vedoucí oddílů, hospodář, případně další členové Kolektivu vedoucích (starší 18 let). Schází se zpravidla 1× týdně, na akcích ZS dle potřeby. Je zodpovědné za veškerou činnost pionýrské skupiny.

- Kolektiv vedoucích (KV) - tvoří všichni členové ZS, kteří dosáhli hodnosti Vlastivědec, jsou starší 15 let, pakliže je do KV přijat. Povinností každého člena KV je aktivně pomáhat při organizování činnosti Zeměpisné společnosti.

- Rada ZS - jejími členy jsou Vedoucí ZS, vedoucí Rady a dále členové ZS, kteří ještě nejsou v KV (zástupci dětí) - předseda ZS, předsedové oddílů, praporečník a kronikář.Hájí tedy zájmy dětí, dbá na dodržování Stanov ZS.

## Výchovný systém
Zeměpisná společnost má vlastní výchovný systém, soustavu tzv. minim. Každý oddíl má své podmínky, po jejichž splnění (často v podobě nováčkovské zkoušky) je kandidát na členství v Zeměpisné společnosti přijat za jejího člena.
- Minima Cestovatele - jsou prvními minimy, jež si člen musí splnit před ukončením 5. ročníku základní školy.
- Minima Vlastivědce - jsou zakončená vlastním vlastivědným výzkumem (tzv. vlastivědnou prací), jež je nutno dokončit do 8. třídy ZŠ.
- Minima Lektora - plní si oddíloví instruktoři, po jejich splnění mohou kandidovat na vedoucího oddílu.
- Minima Vedoucího - plní si členové, kteří dosáhli hodnosti lektora, především tedy oddíloví vedoucí.

## Historie skupiny
Historie Zeměpisné společnosti začíná roku 1953. V červenci tohoto roku byl pro děti různých kroužků tehdejšího Krajského domu pionýrů v Brně uspořádán letní stanový pionýrský tábor v Prudké u Doubravníka, později nazývaný 1. letní výzkumná expedice, kde se děti mimo běžných táborových činností seznamovaly s vlastivědnými zajímavostmi v okolí. Vedoucímu tábora, kterým byl pozdější zakladatel Zeměpisné společnosti Ivan Šráček (17. 6. 1934, Brno - 21. 9. 1983, Černvír), v tomto zaměření významně radil a pomáhal ředitel školy v Doubravníku pan Leopold Mazáč.

### Založení společnosti
Po skončení tohoto tábora v Prudké se účastníci po prázdninách sešli a rozhodli v obdobném programu pokračovat. Založili proto 7. 11. 1953 Zeměpisnou společnost "Po cestách vlasti" (tehdy v Krajském domě Pionýrů (KDP), dnes SVČ Lužánky, v Brně). Právě skončený tábor nazvali I. letní výzkumnou expedicí s přáním navázat v dalším roce další expedicí. Se zakládáním pomáhali Ivanu Šráčkovi především Zdeněk Růžička z KDP a Ing. arch. Mojmír Kyselka. Výchovným vzorem byly metody sovětského pedagoga A. S. Makarenka, a za vzor byly vzaty obdobné společnosti, jako např. Zeměpisná společnost "Po cestách vlasti" v Moskvě a organizace Globus v ruském Sverdlovsku, což tehdy byla podmínka vzniku obdobné společnosti v Československu. Na rozdíl od zájmu v jiných pionýrských (či skautských, tehdy de facto ilegálních) oddílech byla činnost Zeměpisné společnosti zaměřena na vlastivědnou činnost (nikoliv jen přírodu, ale také na architekturu, etnografii, hospodářský zeměpis atd.). Pro děti a mládež se stala alternativou ke školnímu Pionýru a plnila tak funkci výběrové organizace, kde si každý musel členství ve skupině zasloužit a odpracovat. Stanovy společnosti, její vnitřní členění a tradice byly na začátku přejaty právě ze sverdlovské organizace Globus. Členem ZS se děti stávaly ve chvíli, kdy vypracovaly tzv. členskou práci na vlastivědné či kulturní téma (dnes tzv. vlastivědná práce, kterou členové sepisují před dokončením 8. třídy ZŠ).
Na jaře 1954 byly založeny první 3 oddíly - Kulturní historie, Přírodních věd a Hospodářského zeměpisu - a společnost také přijala své první Stanovy. Členové pokračovali ve vlastivědné činnosti a každý rok vyráželi v červenci na třítýdenní expedici do různých koutů republiky (včetně Slovenska). Ve školím roce 1956-1957 dosavadní vedoucí Ivan Šráček předal na období jednoho roku vedení Borku Nejezchlebovi, pod jehož vedení byla realizována i V. letní vlastivědná expedice (putovní). V roce 1957 byla také uskutečněna první zahraniční expedice - do německého Berlína.

### Období odchodu zakladatele, 1959-1971
Rok 1959 byl první menší krizí v činnosti Zeměpisné společnosti. Odešel její zakladatel, a silná osobnost, Ivan Šráček, s ním i většina starších členů, a předpokládalo se tak ukončení činnosti. Později téhož roku však byla po vzájemné domluvě některých starších členů společnosti její činnost obnovena - vedení ZS se ujal tehdy 16letý Jiří Bartoň. Po něm po dvou letech převzal společnost Vít Fridrich, jemuž se v roce 1964 podařilo dát dohromady nový kolektiv dětí a vedoucích a dále zlepšovat činnost brněnské Zeměpisné společnosti. Vrcholem tehdejší činnosti byla XV. letní expedice (1967) v Nízkých Tatrách, na kterou navazoval pro vybrané členy "Pochod Slovenskem" (z Vihorlatu do Brna). Zkraje roku 1968, 1. ledna, se Zeměpisná společnost stává samostatnou pionýrskou skupinou. V tomto roce pracovalo v Zeměpisné společnosti přes 100 členů a organizace akcí pro tak široký kolektiv byly stále obtížnější, proto začaly tehdy čtyři fungující oddíly v roce 1968 svou činnost organizovat samostatně. Na podzim roku 1968 zasadila Zeměpisná společnost v lužáneckém parku u Domu Pionýrů k 50. výročí založení republiky svou 1. Lípu Svobody.
Na XVII. letní expedici se tudíž každý oddíl vydal do jiné části republiky, v té době pracovalo v ZS přes 110 členů, což je z hlediska organizace vlastivědné výzkumné činnosti obrovský a těžko zvladatelný celek. Kolektiv vedoucích proto předložil nejvyššímu orgánu - Společnému shromáždění - návrh na rozdělení Zeměpisné společnosti. Ten byl přijat 8. května 1971 a k tomuto dni byla Zeměpisná společnost rozdělena na dvě pionýrské skupiny - Zeměpisnou společnost "Po cestách vlasti" s vedoucí Hanou Skládankovou, nadále se sídlem v Domě Pionýrů, a Zeměpisnou společnost "Morava" s vedoucím Jindřichem Kačerem a Petrem Broncem, se sídlem na Pekárenské ulici. Dále vznikl ještě třetí kolektiv Zeměpisná společnost "Obzor", který v roce 1982 zanikl a jeho členové přešli zpět do ZS "PCV".

### Po rozdělení Zeměpisných společností
Zprvu se obě "Zeesky" vídaly často, jelikož se všichni znali a i přes rozdělení spolu komunikovali. Postupem času tyto kontakty vyprchaly, jak tito členové odcházeli. I nadále se Zeměpisná společnost "PCV" věnovala vlastivědné práci. Stále připravovala pro své členy akce a expedice po republice (na území České republiky i na Slovensku), ale také zahraniční. V roce 1979 se tak Aktiv (vybraní aktivní členové) vydal na menší expedici do Rumunska. V roce 1983 zemřel zakladatel společnosti Ivan Šráček, který již ale delší dobu v ZS nepůsobil.
Po Sametové revoluci, v roce 1990, vstoupily zeměpisné oddíly do Sdružení pionýrských tábornických oddílů (SPTO) Brno. V činnosti společnosti získává více místa turistika a tábornictví na úkor původní vlastivědy. Roku 2003 oslavila ZS své 50. výročí vzniku, včetně ztvárnění velké výstavy o její činnosti v galerii SVČ Lužánky na Lidické. Byla také zasazena 2. lípa ZS, tentokrát k jejímu výročí půlstoletí existence.